# Kostel svatého Františka Xaverského (Opařany)
Kostel svatého Františka Xaverského v Opařanech je barokní kostel, původně součást jezuitského kláštera v obci Opařany, okres Tábor. Kostel je jako součást zámeckého areálu chráněn jako kulturní památka.

## Historie

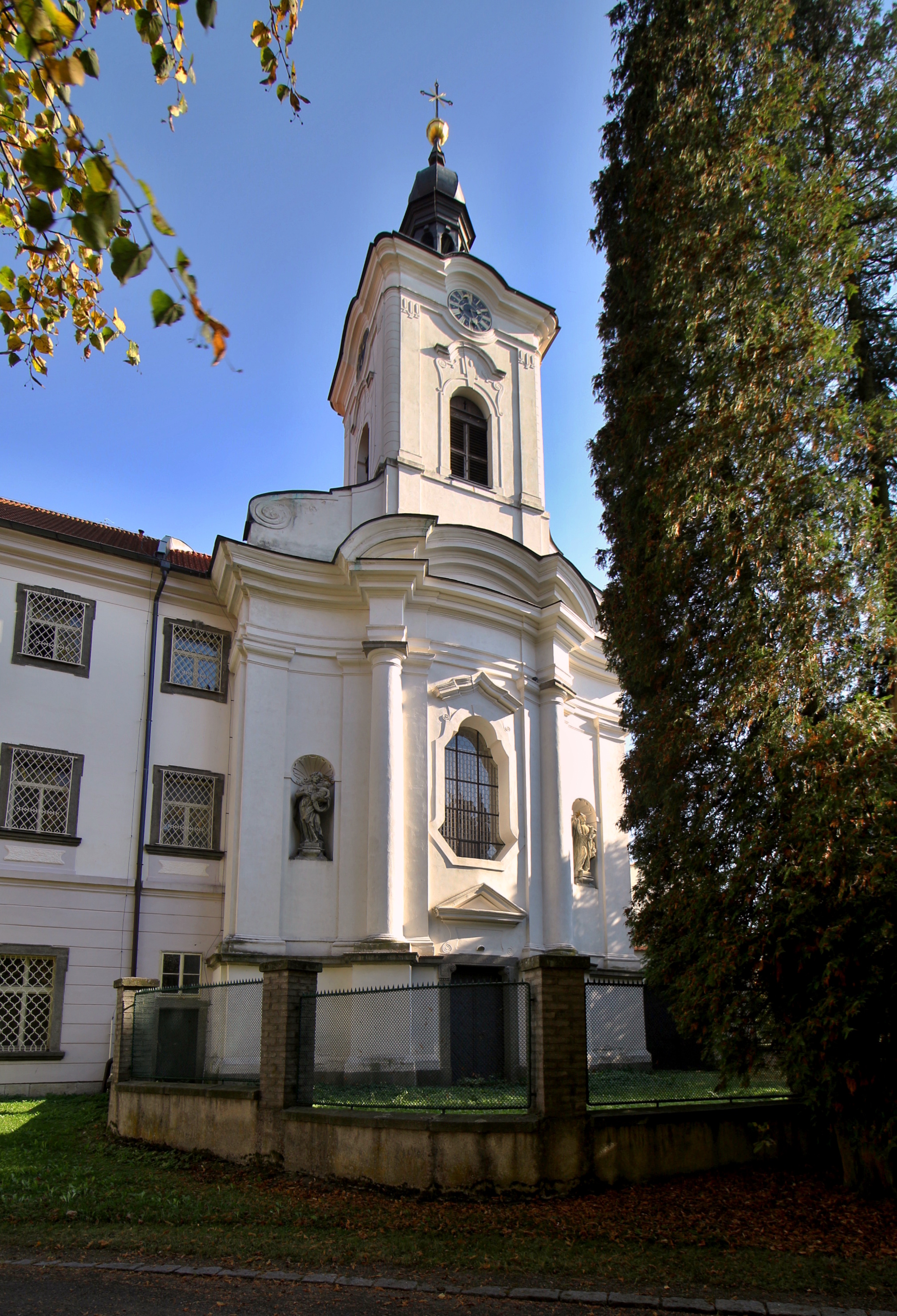
Portál kostela s věží uvnitř zámeckého areálu

### První kostel
Na místě původní zchátralé tvrze dala majitelka panství Opařany, vdova Františka hraběnka Slavatová rozená z Meggau, založit jako svou fundaci kostel podle plánů Matěje Velse. Jeho základní kámen byl položen 17. dubna 1657, po dokončení v roce 1658 byl zasvěcen sv. Františkovi Xaverskému a jeho duchovní správu fundátorka svěřila jistebnickému faráři a jezuitům z koleje v Jindřichově Hradci. . Kostel měl tři oltáře: hlavní byl zasvěcen sv. Františku Xaverskému (s jehož relikviemi byla v Opařanech pořádána od roku 1650 procesí a zázraky uzdravení zapisovány do pamětní knihy) a postranní oltáře sv. Josefa a svaté Františky Římské (křestní patronky fundátorky). K témuž kostelu byly roku 1666 zvenčí přistavěny kaple Panny Marie Svatohorské a sv. Ignáce.
Ves Opařany i s kostelem zakoupili od Slavatů roku 1681 jindřichohradečtí jezuité.  V roce 1717 zde pražští jezuité z novoměstské koleje zahájili velkorysou stavbu koleje s rezidencí (po sekularizaci nazývanou zámek) a velikost stávajícího kostela nedostačovala, snad ani výzdovba nesplňovala jejich představy. V roce 1732, tedy pět let poté, co byl klášter dokončen, došlo k úplné demolici kostela. Zachována zůstala kamenná deska s nápisem DIVO FRANCISCO XAVERIO SACRUM s letopočtem 1658, vezděná pak do stěny nového chrámu a obraz sv. Františka Xaverského, který namaloval František Zmíček z Jindřichova Hradce, Obraz v době Podlahova soupisu památek visel nad hlavním oltářem.

### Druhý kostel
Autorstvím návrhu nového kostela jezuité pověřili jednoho z nejslavnějších architektů té doby, Kiliána Ignáce Dientzenhofera. Kostel podle jeho projektu zde byl vystavěn v letech 1732 až 1735 jako zmenšená kopie kostela svatého Klimenta v pražském Klementinu. Tři travé stlačené plackové klenby pokrývá freska Apoteózy sv. Františka Xaverského s mapou Asie. V interiéru jsou barokní oltáře, na hlavním oltáři sochy čtyř českých patronů, na oltáři sv. Jana Křtitele obraz světce od Ignáce Raaba.
Krypta pod kostelem sloužila k pohřbům zdejších jezuitů.

### Program záchrany architektonického dědictví
V rámci Programu záchrany architektonického dědictví bylo v letech 1999-2011 na opravu památky čerpáno 10 610 000 Kč.
| rok    | 1999 | 2000 | 2001  | 2002  | 2003  | 2004  | 2005  | 2006 | 2007 | 2008 | 2009 | 2010 | 2011 |
| ------ | ---- | ---- | ----- | ----- | ----- | ----- | ----- | ---- | ---- | ---- | ---- | ---- | ---- |
| částka | 900  | 700  | 1 100 | 1 200 | 1 100 | 1 500 | 1 400 | 485  | 400  | 990  | 270  | 270  | 295  |